# Bae Jong-ok
Bae Jong-ok (Seúl, 13 de mayo de 1954) es una actriz surcoreana.

## Biografía
Completó un doctorado en la Universidad de Corea. Su tesis fue sobre la correlación entre los equipos de producción y las reacciones de los internautas.
Ha impartido clases de Teatro y Estudios de Cine en la Universidad Chung-Ang como profesora visitante a partir del 2003.

## Carrera
Es miembro de la agencia "J-Wide Company".
Debutó como actriz de televisión después de ser reclutada por KBS, y desde entonces ha estado activa en el cine y la televisión.
En agosto de 2019 se unió al elenco de la serie Graceful Family, donde dio vida a la peligrosa Han Je-kook, la jefa del equipo TOP de "MC Group" que gestiona los riesgos de los propietarios y que muestra una gran dedicación a su compañía.

## Filmografía

### Cine
*Nota: para la totalidad de la lista esta referencia.
| Año  | Título en inglés                    | Título en coreano           | Romanización                            | Rol            | Director       |
| ---- | ----------------------------------- | --------------------------- | --------------------------------------- | -------------- | -------------- |
| 2022 | Kingmaker                           | 킹메이커                    | Kingmeikeo                              | Lee Hee-ran    | Byun Sung-hyun |
| 2020 | Innocence                           | 결백                        | Gyeolbaek                               | Hwa-ja         | Park Sang-hyun |
| 2017 | The Chase                           | 반드시 잡는다               | Ban-deu-si Jab-neun-da                  | Presidenta Min | Kim Hong-sun   |
| 2011 | The Last Blossom                    | 세상에서 가장 아름다운 이별 | Sesangyeseo Gajang Ahreumdawoon Ilbyeon | Kim In-hee     | Min Kyu-dong   |
| 2009 | Five Senses of Eros: "The 33rd Man" | 오감도: "33번째 남자"       | Ogamdo: "33beon Namja"                  | Park Hwa-ran   | Yoo Young-shik |
| 2006 | Herb                                | 허브                        | Heo-beu                                 | Mamá           | Heo In-moo     |
| 2006 | Ad-lib Night                        | 아주 특별한 손님            | Aju teukbyeolhan sonnim                 | (cameo voz)    | Lee Yoon-ki    |
| 2005 | Love Talk                           | 러브토크                    | Reobeu tokeu                            | Sunny          | Lee Yoon-ki    |
| 2005 | Hello, Brother                      | 안녕, 형아                  | Annyeong hyeonga                        | Mamá           | Im Tae-hyung   |
| 2002 | Jealousy Is My Middle Name          | 질투는 나의 힘              | Jiltu-neun Na-ui Him                    | Park Sung-yeon | Park Chan-ok   |
| 2001 | My Beautiful Girl, Mari             | 마리 이야기                 | Mari iyagi                              |                | Lee Sung-gang  |
| 2001 | Story of Jesus                      | Yesu                        | Ángel Gabriel (Korean dubbing)          |                |                |
| 1997 | Deep Blue                           | 깊은 슬픔                   | Gip-eun seulpeum                        | Kwak Ji-kyoon  |                |
| 1992 | Walking All the Way to Heaven       | 걸어서 하늘까지             | Geol-eoseo ha-neulkkaji                 | Ji-suk         | Kwak Ji-kyoon  |
| 1991 | Portrait of the Days of Youth       | 젊은이의 초상               | Jeolm-eun nal-ui chosang                | Kwak Ji-kyoon  |                |
| 1990 | I Stand Up Every Day                | 나는 날마다 일어선다        | Naneun nalmada il-eoseonda              | Kang Woo-suk   |                |
| 1988 | Chil-su and Man-su                  | 칠수와 만수                 | Chil-su wa Man-su                       | Ji-na          | Park Kwang-soo |

### Series de televisión
| Año       | Título en inglés                          | Título en coreano                 | Rol             | Red  | Ref.          |
| --------- | ----------------------------------------- | --------------------------------- | --------------- | ---- | ------------- |
| 2024      | Black Out                                 | 백설공주에게 죽음을               | Ye Yeong-sil    | MBC  | [ 12 ] [ 13 ] |
| 2024      | Dare to Love Me                           | 함부로 대해줘                     | Camille Jean    | KBS2 | [ 14 ] [ 15 ] |
| 2023      | Longing for You                           | 오랫동안 당신을 기다렸습니다      | Yoo Jeong-suk   | ENA  | [ 16 ] [ 17 ] |
| 2021-     | Secret Royal Inspector Joy                | 어사와 조이                       | Deok-bong       | tvN  |               |
| 2020-2021 | Mr. Queen                                 | 철인왕후                          | Reina Sun-won   | tvN  | [ 18 ]        |
| 2019      | Designated Survivor: 60 Days              | 60일, 지정생존자                  | Yoon Chan-kyung | tvN  |               |
| 2019      | Graceful Family                           | 우아한 가                         | Han Je-gook     | MBN  |               |
| 2018      | Live                                      | 라이브                            | Ahn Jang-mi     | tvN  |               |
| 2017      | Unknown Woman                             | 이름 없는 여자                    | Hong Ji-won     | KBS2 |               |
| 2016      | Monster                                   | 몬스터                            | Jung Man-ok     | MBC  |               |
| 2015      | Bubble Gum                                | 풍선껌                            | Park Sun-young  | tvN  |               |
| 2015      | Spy                                       | 스파이                            | Park Hye-rim    | KBS2 |               |
| 2014      | 12 Years Promise                          | 달래 된, 장국: 12년만의 재회      | Choi Go-soon    | JTBC |               |
| 2013      | Wonderful Mama                            | 원더풀 마마                       | Yoon Bok-hee    | SBS  |               |
| 2013      | That Winter, the Wind Blows               | 그 겨울, 바람이 분다              | Wang Hye-ji     | SBS  |               |
| 2011-2012 | Hooray for Love                           | 애정만만세                        | Oh Jung-hee     | MBC  |               |
| 2010-2011 | Pure Pumpkin Flower                       | 호박꽃 순정                       | Joon-sun        | SBS  |               |
| 2010      | Kim Su-ro, The Iron King                  | 김수로                            | Queen Jung-gyun | MBC  |               |
| 2008      | Worlds Within                             | 그들이 사는 세상                  | Yoon Young      | KBS2 |               |
| 2008      | Woman of Matchless Beauty, Park Jung-geum | 천하일색 박정금                   | Park Jung-geum  | MBC  |               |
| 2007      | Several Questions That Make Us Happy      | 우리를 행복하게 하는 몇 가지 질문 | Na-yeon         | KBS2 |               |
| 2007      | My Husband's Woman                        | 내 남자의 여자                    | Kim Ji-soo      | SBS  |               |
| 2006      | Goodbye Solo                              | 굿바이 솔로                       | Oh Young-sook   | KBS2 |               |
| 2005      | Beating Heart                             | 떨리는 가슴                       | Jong-ok         | MBC  |               |
| 2004      | More Beautiful Than a Flower              | 꽃보다 아름다워                   | Kim Mi-ok       | KBS2 |               |
| 2003      | While You Were Dreaming                   | 그대 아직도 꿈꾸고 있는가         | MBC             |      |               |
| 2002      | Man in Crisis                             | 위기의 남자                       | Kim Yeon-ji     | MBC  |               |
| 2001      | Tender Hearts                             | 우리가 남인가요                   | Park Yoon-ju    | KBS1 |               |
| 2000      | 웬만해선 그들을 막을 수 없다              | SBS                               |                 |      |               |
| 2000      | Foolish Love                              | 바보같은 사랑                     |                 |      |               |
| 2000      | Wang Rung's Land                          | 왕룽의 대지                       | Mi-ae           | SBS  |               |
| 2000      | 빗물처럼                                  | SBS                               |                 |      |               |
| 1998      | Lie                                       | 거짓말                            | Joo Sung-woo    | KBS2 |               |
| 1997      | 재동이                                    | SBS                               |                 |      |               |
| 1997      | 사랑하니까                                | SBS                               |                 |      |               |
| 1997      | Sea of Ambition                           | 욕망의 바다                       | Jang Seo-yeon   | KBS2 |               |
| 1995-1996 | Men of the Bath House                     | 목욕탕집 남자들                   |                 |      |               |
| 1995      | Hotel                                     | 호텔                              | Im Jung-bin     | MBC  |               |
| 1990-1992 | Our Paradise                              | 우리들의 천국                     |                 |      |               |

### Espectáculo de variedades
| Año  | Título en inglés    | Título en coreano        | Red | Notas                                                 |
| ---- | ------------------- | ------------------------ | --- | ----------------------------------------------------- |
| 2014 | Roommate - Season 2 | 룸메이트                 | SBS | elenco                                                |
| 2016 | King of Mask Singer | 미스터리 음악쇼 복면가왕 | MBC | concursante con"Heidi, Girl of the Alps", episodio 79 |
| 2020 | Running Man         | 런닝맨                   | SBS | invitada, ep. #491-492                                |

## Vida personal
Se casó con un piloto en 1994, pero se divorció en 1996. La pareja tiene una hija.

### Anuncios
| Año  | Título            | Notas                  |
| ---- | ----------------- | ---------------------- |
| 1993 | LG생활건강 맛그린 | junto a Moon Sung-keun |

## Premios y nominaciones
| Año  | Premio                  | Categoría                   | Nominación | Resultado | Ref.   |
| ---- | ----------------------- | --------------------------- | ---------- | --------- | ------ |
| 2021 | Mejor actriz de reparto | 26th Chunsa Film Art Award  | Innocence  | Ganó      | [ 21 ] |
| 2021 | Mejor actriz de reparto | 57th Baeksang Arts Award    | Innocence  | Nominada  | [ 22 ] |
| 2020 | Mejor actriz de reparto | 41st Blue Dragon Film Award | Innocence  | Nominada  | [ 23 ] |